# Noix du Périgord
Noix du Périgord est une appellation d'origine qui désigne les noix fraîches ou primeurs, les noix sèches et les cerneaux de noix produits par les agriculteurs de plusieurs communes des départements de l'Aveyron, de la Charente, de la Corrèze, de la Dordogne, du Lot et de Lot-et-Garonne.
L'utilisation commerciale de cette appellation est préservée via les labels appellation d'origine contrôlée (AOC) depuis mai 2002 et depuis août 2004, par appellation d'origine protégée (AOP) et son cahier des charges est modifié en août 2007.

## Histoire
On a trouvé des traces de coques de noix remontant à 17 000 ans dans les lieux d'habitation de l'homme de Cro-Magnon dans le Périgord. L'utilisation principale était sa transformation en huile pour la cuisine, l'éclairage ou le savon. Aujourd'hui, elles sont destinées à la consommation comme fruit de bouche, de cuisine et de pâtisserie.
Les labels AOC et AOP sont obtenus sous l'impulsion du Syndicat Professionnel de la noix, du cerneau et de l'huile de Noix du Périgord créé en septembre 1994.

## Aire de production
« Le noyer est au Périgord, ce que l'olivier est à la Provence »

Elle concerne 612 communes, essentiellement dans le département de la Dordogne, correspondant approximativement à l'ancienne province du Périgord, et sur une frange des départements limitrophes : Charente, Corrèze, Lot, Lot-et-Garonne, et même une commune en Aveyron. 
Les vergers sont implantés en fond de vallée ou en coteaux bien exposés en dessous de 500 m d'altitude. Le noyer nécessite chaleur modérée et alimentation hydrique régulière sans excès pour donner de beaux fruits.

## Méthodes culturales
Elle concerne la production de noix des variétés corne, franquette, grandjean et marbot. Elles proviennent de noyers de plein vent ou de vergers en monoculture identifiés. Les arbres sont plantés à une densité inférieure à 125 par hectare. Le rendement est limité à quatre tonnes par hectare.

## Production
Elle existe sous trois formes :
- noix fraîche ou primeur : variétés marbot ou franquette. C'est une noix qui est récoltée avant maturité. Elle est débarrassée de son brou et consommée rapidement. La peau intérieure se détache facilement ;
- noix sèches : variétés marbot, franquette ou corne. Elles sont récoltées quand le brou a séché. Elles sont mises à sécher sur des tréteaux ou par ventilation artificielle à 30 °C ;
- cerneaux de noix : variétés franquette, corne et grandjean. Ils sont extraits manuellement.

Le blanchiment des noix à l'eau de Javel est interdit.
En 2005, 4 000 hectares étaient en production pour une récolte de 3 000 tonnes.